# Vermiglio (Trentino)
Vermiglio  ist eine italienische Gemeinde (comune) mit 1789 Einwohnern (Stand 31. Dezember 2023) in der Provinz Trient, Region Trentino-Südtirol. Sie gehört zur Talgemeinschaft Comunità della Valle di Sole

## Etymologie
Nach Christian Schneller wurde der Ort erstmals im Jahr 1200 als Armello erwähnt. 1274 taucht in Dokumenten ein Armeio, 1285 ein Armeyum und 1490 schließlich ein Vermelli auf. Giulia Mastrelli Anzilotti und andere halten Vermiglio aufgrund der Ähnlichkeit mit dem Adjektiv vermiglio (dt. hochrot, leuchtend rot) für eine literarische Schöpfung. Der Name leitet sich wahrscheinlich aus dem lateinischen armilla (dt. Armreif) ab, aus der mit Umformung und Prothese v der heutige Ortsname entstand. Der Name könnte auf einen Eisenreif Bezug nehmen, der in der Vergangenheit als Grenzmarkierung genutzt wurde. Auszuschließen ist allerdings auch nicht, dass er sich von einem Personennamen ableitet, da im 13. Jahrhundert im Ortsteil Cortina ein Armellius dokumentiert ist. Das deutsche Exonym lautet Ulzbach, Warmei oder Wermel. 

## Geographie
Die Gemeinde liegt etwa 41,5 Kilometer nordwestlich von Trient an der Nordseite der Presanella im Valle della Vermigliana, wie der obere Talbereich des Val di Sole genannt wird, zwischen der zur Ortler-Gruppe gehörenden Redival-Boai-Kette im Norden und der Adamello-Presanella-Gruppe gehörenden Presanella im Süden. Sie ist die westlichste Gemeinde des Sulzberg und grenzt im Westen an die Provinz Brescia in der Lombardei. Die Streugemeinde setzt sich aus den drei Fraktionen Cortina, Fraviano mit dem Gemeindesitz und Pizzano zusammen. Alle drei Siedlungen entstanden oberhalb des vom Torrente Vermigliana durchflossenen Talbodens auf der orographisch linken Talseite am Südhang der Cima Boai (2684 m) auf einer Höhe zwischen 1113 m und 1300 m. Neben den drei Ortsteilen gehören zur Gemeinde noch mehrere Gehöfte wie Volpaia, Velòn und Stavel sowie der östliche Teil der Fremdenverkehrssiedlung am Tonalepass.

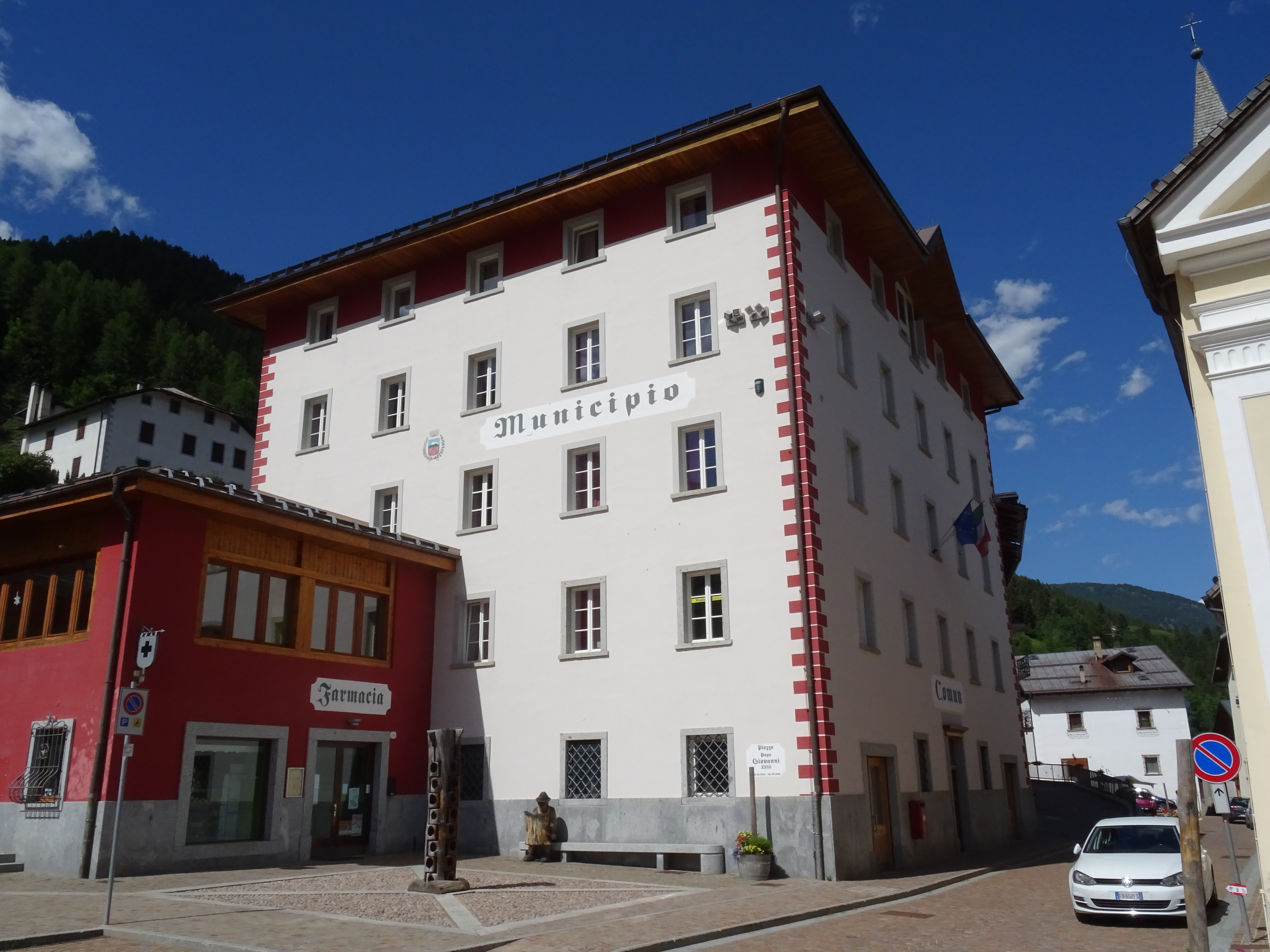
Rathaus im Ortsteil Fraviano
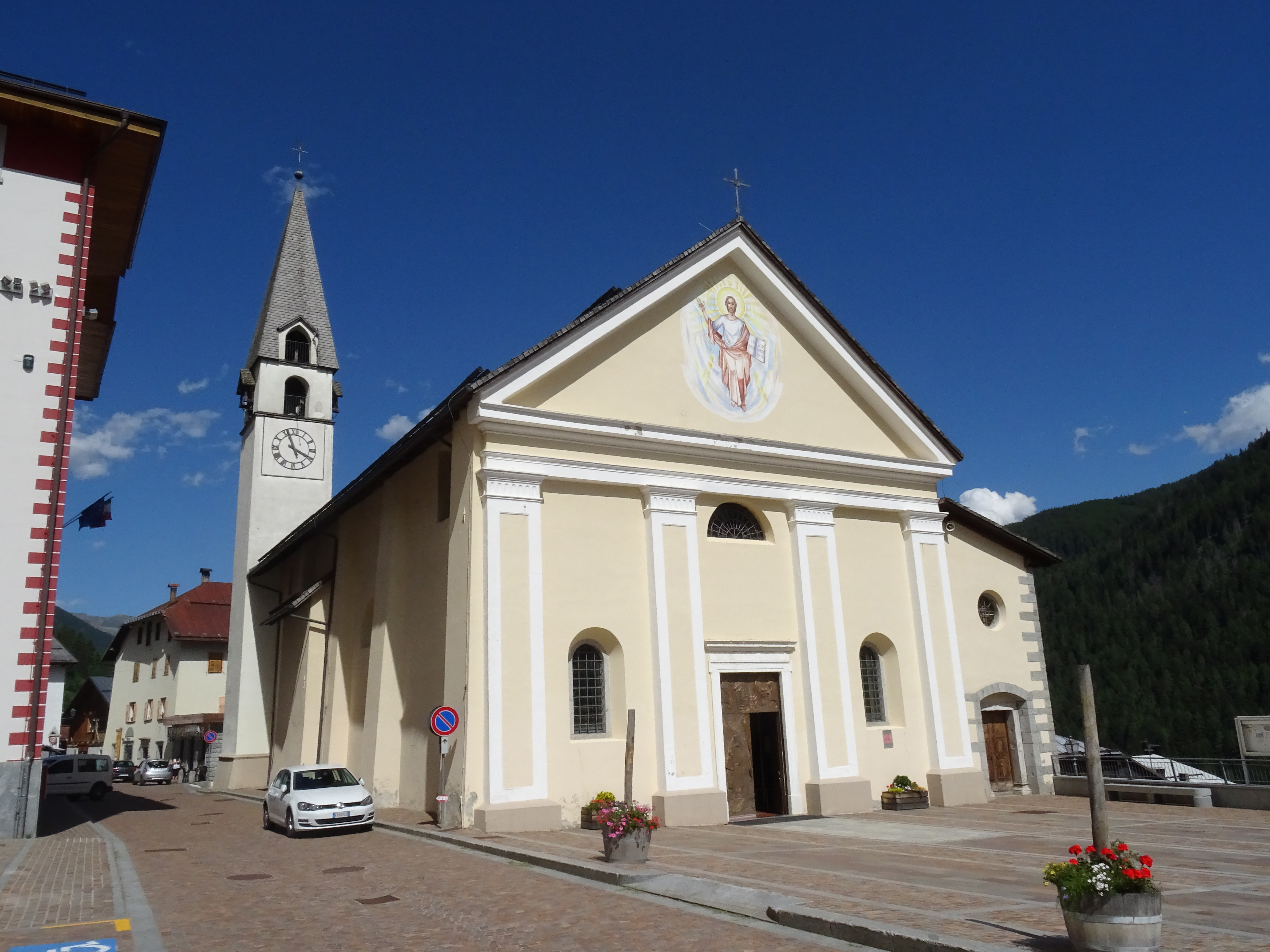
Pfarrkirche S. Stefano in Fraviano
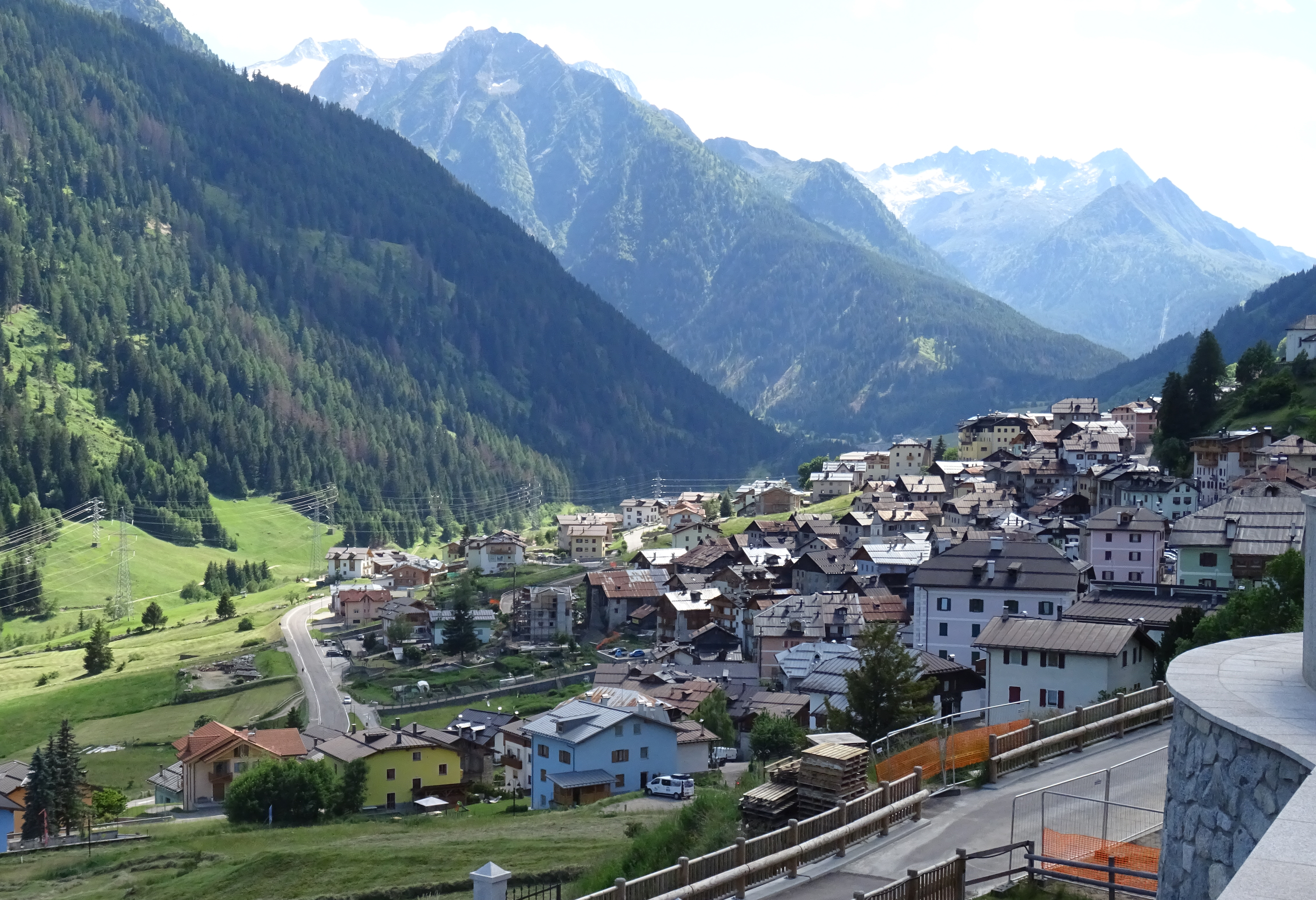
Ortsteil Pizzano mit der Presanella im Hintergrund
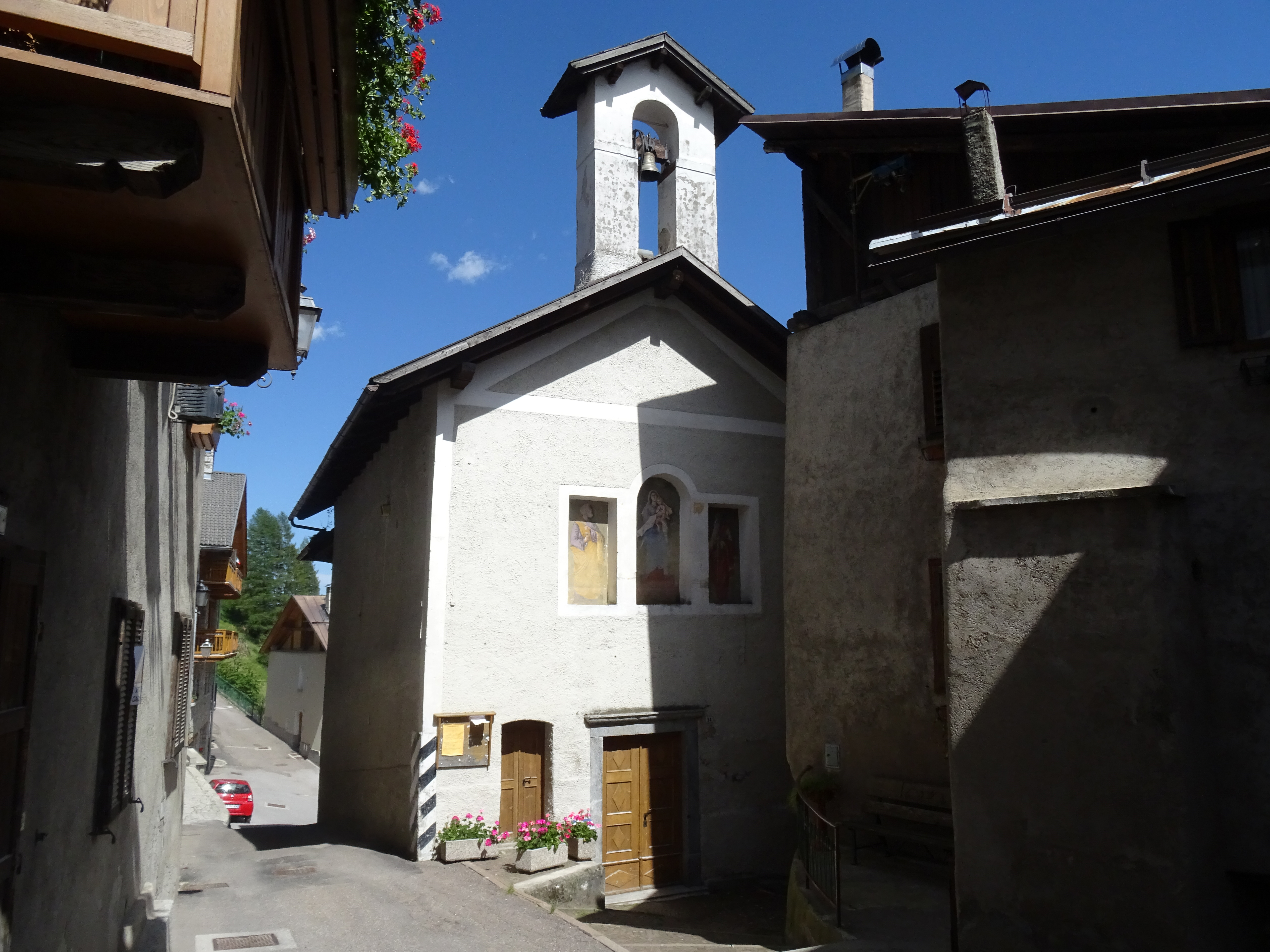
S. Pietro im Ortsteil Cortina

## Verkehr
Durch die Gemeinde führt die Strada Statale 42 del Tonale e della Mendola von Treviglio nach Bozen.

## Persönlichkeiten
- Valentino Pezzani (1650–1716), Baumeister des Barock in Franken
- Bartholomäus Del Pero (1850–1933), Dichter